# Žarka
Žarka je žensko osebno ime.

## Izvor imena
Ime Žarka je ženska oblika imena Žarko.

## Pogostost imena
Po podatkih Statističnega urada Republike Slovenije je bilo na dan 31. decembra 2007 v Sloveniji 9 oseb z imenom Žarka.